# Ataque à Zona Rosa de San Salvador
O ataque Zona Rosa foi um ataque de guerrilha ocorrido na área do restaurante Zona Rosa de San Salvador, El Salvador, aproximadamente às 21h30 do dia 19 de junho de 1985, durante a Guerra Civil salvadorenha. O ataque foi conduzido por pistoleiros vestidos de soldados salvadorenhos, e no total doze pessoas foram mortas: quatro fuzileiros navais dos Estados Unidos, dois empresários dos Estados Unidos, um guatemalteco, um chileno e quatro salvadorenhos. Um grupo guerrilheiro de esquerda, o Partido Revolucionário dos Trabalhadores Centro-Americanos, e seu braço armado, o Comando Urbano Mardoqueo Cruz assumiram a autoria do ataque.
Em julho de 1985, como parte da Lei de Combate ao Terrorismo, os Estados Unidos ofereceram uma recompensa de US$ 100 000 por informações que levassem à condenação dos agressores. Em setembro de 1985, o governo salvadorenho prendeu quatro homens; um deles era Américo Mauro Araujo, alto funcionário do Partido Comunista Salvadorenho. Sete outros envolvidos no ataque, no entanto, nunca foram presos.